# Cryptothelea leucosoma
Cryptothelea leucosoma är en fjärilsart som beskrevs av Pieter Cornelius Tobias Snellen 1881. Cryptothelea leucosoma ingår i släktet Cryptothelea och familjen säckspinnare. Inga underarter finns listade i Catalogue of Life.